# حمد الكبيسي
حمد الكبيسي ممثل إماراتي دخل المجال الفني عام 2010.

## أعماله

### المسلسلات
- صعب المنال
- سعيد الحظ
- واتس أب أكادمي
- ذيب السرايا
- لو أعرف خاتمتي
- الوعد
- خيانة وطن
- الدمعة الحمراء
- عود أخضر
- الحالمون
- سماء صغيرة